# Sporyszewo
Sporyszewo (ros. Спорышево) – wieś w Rosji, w rejonie wołogodzkim obwodu wołogodzkiego. W 2010 r. liczyła 3 mieszkańców.